# Karl Keunecke
Karl Keunecke  (* 14. Februar 1888 in Ammensen; † 19. Mai 1957 in Gronau) war  ein deutscher Politiker der SPD. 
Er war Arbeiter und Mitglied des Ernannten Braunschweigischen Landtages vom 21. Februar 1946 bis zum 21. November 1946. 

## Quelle
- Barbara Simon: Abgeordnete in Niedersachsen 1946–1994. Biographisches Handbuch. Hrsg. vom Präsidenten des Niedersächsischen Landtages. Niedersächsischer Landtag, Hannover 1996, S. 195.

| Personendaten    | Personendaten             |
| ---------------- | ------------------------- |
| NAME             | Keunecke, Karl            |
| KURZBESCHREIBUNG | deutscher Politiker (SPD) |
| GEBURTSDATUM     | 14. Februar 1888          |
| GEBURTSORT       | Delligsen                 |
| STERBEDATUM      | 19. Mai 1957              |
| STERBEORT        | Gronau (Leine)            |